# جاي كارتي
جاي كارتي (بالإنجليزية: Jay Carty)‏ مواليد 4 يوليو 1941، هو لاعب كرة سلة أمريكي سابق. بدأ مسيرته الاحترافية في سنة 1968. تم اختياره من قبل فريق أتلانتا هوكس خلال الدرافت. لعب في الرابطة الوطنية لكرة السلة. حمل الرقم 52. يبلغ طوله 6 قدم 8 بوصة (2.0 م). اعتزل اللعب في 1969.

## روابط خارجية
- جاي كارتي على موقع إن بي أي (الإنجليزية)
- جاي كارتي على موقع سبورتس رفرنس (الإنجليزية)
- جاي كارتي على موقع كلية كرة السلة في سبورتس رفرنس.كوم (الإنجليزية)
- جاي كارتي على موقع ريلجم (الإنجليزية)
- جاي كارتي على موقع بروبوليرز (الإنجليزية)